# Ralph Allan Sampson
Ralph Allan Sampson (født 25. juni 1866 i Schull, Irland, død 7. november 1939 i Bath) var en engelsk astronom.
Sampson studerede i Cambridge og blev 1896 ansat som professor i matematik og fra 1908 også i astronomi ved Universitetet i Durham og direktør for observatoriet sammesteds. Fra 1911 var Sampson Astronomer Royal for Scotland og professor i astronomi ved Universitetet i Edinburgh. Sampson har beskæftiget sig med solen: On the rotation and mechanical state of the sun (1894), The sun (1914), og Jupiterdrabanterne: On the old observations of the eclipses of Jupiters satellites (1909), A discussion of the eclipses of Jupiters satellites 1878—1903 (1909), Tables of the four great satellites of Jupiter (1910), Theory of the four great satellites of Jupiter (1921). Ved siden heraf har Sampson diskuteret ure og tidstjeneste: On clock errors and wireless time signals, Determination of longitude by wireless telegraphy (1920). Han har målt effektive temperaturer for 64 stjerner (Monthly Notices 85). Sampson var medudgiver af Adams' Collected scientific papers, II (1900) og har publiceret A description of Adams' manuscript on the perturbations of Uranus (1904). 